# كارل وينشستر
كارل وينشستر (بالإنجليزية: Carl Winchester) هو لاعب كرة قدم بريطاني، ولد في 12 أبريل 1993 في بلفاست في المملكة المتحدة. شارك مع منتخب أيرلندا الشمالية تحت 16 سنة لكرة القدم ومنتخب أيرلندا الشمالية تحت 17 سنة لكرة القدم ومنتخب أيرلندا الشمالية تحت 19 سنة لكرة القدم ومنتخب أيرلندا الشمالية تحت 21 سنة لكرة القدم ومنتخب أيرلندا الشمالية لكرة القدم. أما مع النوادي، فقد لعب مع أولدهام أثلتيك ونادي لينفيلد.

## وصلات خارجية
- كارل وينشستر على موقع الاتحاد الأوربي (الإنجليزية)
- كارل وينشستر على موقع قاعدة بيانات كرة القدم.إي يو (الإنجليزية)
- كارل وينشستر على موقع ناشيونال فوتبول تيمز (الإنجليزية)
- كارل وينشستر على موقع Soccerbase.com (لاعب) (الإنجليزية)
- كارل وينشستر على موقع Soccerway.com (الإنجليزية)